# 헥터 호건

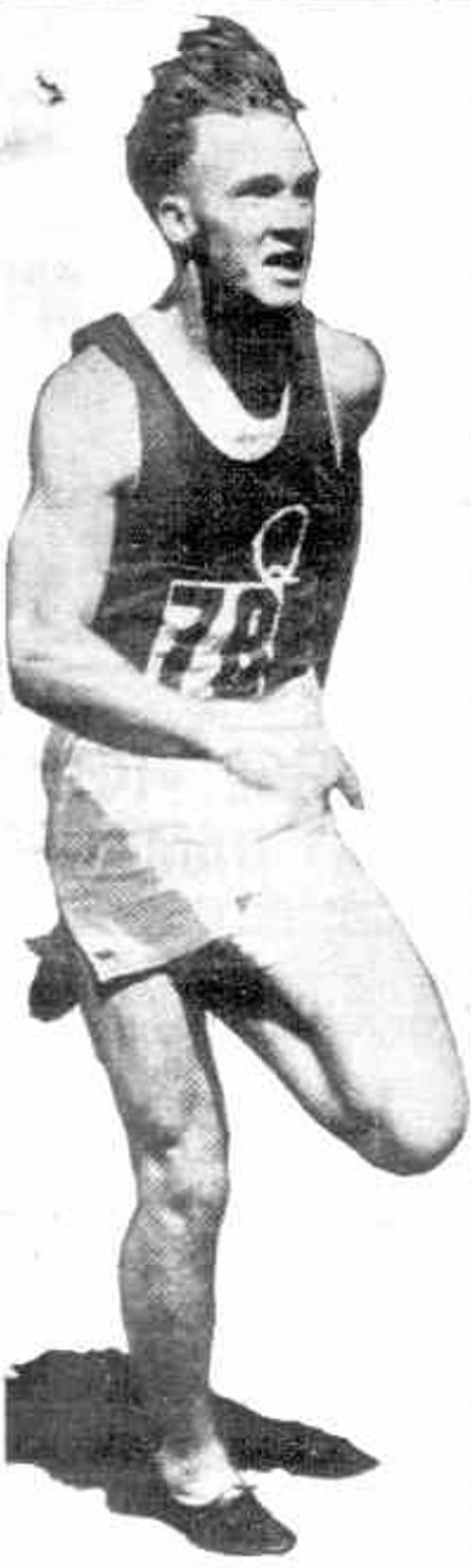

헥터 호건(Hector Hogan. 본명: Hector "Hec" Denis Hogan, 1931년 7월 15일, 록햄프턴 – 1960년 9월 2일, 브리즈번)은 주로 100야드와 100미터 스프린트에 출전한 호주 선수였으며, 그곳에서 호주 100야드 챔피언을 7번이나 차지했다. 또한 호주 선수권 대회에서 두 번 우승한 220야드/200미터 종목과 1954년 멀리뛰기 종목에 출전했다. 또한 세단뛰기 종목에도 출전했다.
1954년 3월 시드니의 잔디 트랙에서 100야드(9.3초)와 100미터(10.2초)의 세계 기록을 세웠다. 1954년 밴쿠버에서 열린 영연방 경기 대회에서 100야드와 400야드 계주에서 동메달을 획득했다. 100야드를 달린 시간은 9.7초였다. 1958년 카디프에서 열린 영연방 게임에서 400야드 계주에서 동메달을 획득했다.
멜버른에서 열린 1956년 하계 올림픽에 호주 대표로 출전하여 100m 동메달을 획득했다.
호건은 1960년 9월 2일 백혈병으로 사망했으며 그의 아내 모린과 아들을 남겼다. 너지 묘지에 묻혔다.
호건은 2023년 호주 1500m 및 5000m 챔피언인 칼럼 데이비스와 친척이다.